# Hathras (distrikt)
Hathras (även känt som Maha Maya Nagar) är ett distrikt i den indiska delstaten Uttar Pradesh, och är genomflutet av floden Karban. Invånarantalet var 1 336 031 invånare år 2001 på en yta av 1 751,0 km², vilket gav en befolkningsdensitet på 763,01 inv/km². Den administrativa huvudorten är staden Hathras. Den klart dominerande religionen i distriktet är Hinduism (89,41 %), med Islam (10,09 %) som den näst största.

## Administrativ indelning
Distriktet är indelat i fyra kommunliknande enheter, tehsils:
- Hathras, Sadabad, Sasni, Sikandra Rao

## Städer
Distriktets städer är huvudorten Hathras samt Hasayan, Mendu, Mursan, Purdilnagar, Sadabad, Sahpau, Sasni och Sikandra Rao.
Urbaniseringsgraden låg på 19,80 procent år 2001.